# Didymocarpus falcatus
Didymocarpus falcatus là một loài thực vật có hoa trong họ Tai voi. Loài này được Kiew mô tả khoa học đầu tiên năm 1987.